# Jean-Philippe Roy
Jean-Philippe Roy (* 18. Februar 1979 in Rimouski) ist ein ehemaliger kanadischer Skirennläufer. Er war zunächst auf die technischen Disziplinen Slalom und Riesenslalom spezialisiert und startete nach mehreren Verletzungen von 2010 bis zu seinem Rücktritt nur noch im Riesenslalom.

## Biografie
Roy nahm im Dezember 1994 erstmals an FIS-Rennen teil, Einsätze im Nor-Am Cup folgten ab März 1996. Ohne zuvor ein Weltcup-Rennen bestritten zu haben, nahm er an den Weltmeisterschaften 1999 teil und erreichte den 30. Platz im Riesenslalom. Bei den Junioren-Weltmeisterschaften im selben Jahr wurde er in dieser Disziplin Fünfter. Das erste Weltcup-Rennen folgte schließlich am 31. Oktober 1999 in Tignes. Zum Auftakt der Saison 2000/01 holte er als 27. des Riesenslaloms in Sölden die ersten Weltcuppunkte. In derselben Saison wurde er Zweiter in der Gesamtwertung des Nor-Am Cup, dazu gewann er die Riesenslalomwertung.
Im Dezember 2001 stieß Roy im Slalom von Kranjska Gora erstmals unter die besten Zehn eines Weltcuprennens vor. Bei den Weltmeisterschaften 2001 und bei den Olympischen Spielen 2002 wurde er in der Kombination jeweils Achter. Wegen eines Daumen- und Handgelenkbruchs verpasste er fast die gesamte Saison 2002/03. Am 19. Dezember 2004 erzielte Roy sein bisher bestes Weltcupergebnis, als er Fünfter des Riesenslaloms auf der Gran Risa in Alta Badia wurde. Beim Riesenslalom der Weltmeisterschaften 2005 in Bormio lag er nach dem ersten Lauf auf dem dritten Platz, stürzte jedoch im zweiten Lauf und zog sich schwere Knieverletzungen zu.
Nach seinem zweiten Comeback Ende 2005 konnte Roy lange Zeit nicht an seine früheren Leistungen anschließen. So konnte er sich in der Weltcupsaison 2006/07 kein einziges Mal für einen zweiten Durchgang qualifizieren. Die darauf folgende Saison verlief ähnlich, doch am 5. Januar 2008 gelang ihm mit dem neunten Platz beim Riesenslalom in Adelboden wieder ein sehr gutes Ergebnis. In der Saison 2008/09 nahm er im Weltcup nur an Riesenslaloms teil, fuhr wieder regelmäßig in die Punkteränge und erreichte als bestes Resultat den siebenten Platz in Kranjska Gora. Die Saison 2009/10 begann Roy mit einem neunten Platz im Riesenslalom von Sölden. Am 13. Dezember 2009 erlitt er im Riesenslalom von Val-d’Isère einen Kreuzbandriss im rechten Knie, worauf die Saison 2009/10 für ihn zu Ende war. Wegen einer neuerlichen Verletzung musste Roy, der sich mittlerweile nur noch auf den Riesenslalom konzentrierte, auch die Saison 2010/11 im Januar vorzeitig beenden. Im Winter 2011/12 war Roys bestes Weltcupergebnis der 13. Platz im Riesenslalom von Beaver Creek.

## Erfolge

### Olympische Spiele
- Salt Lake City 2002: 8. Kombination

### Weltmeisterschaften
- Vail/Beaver Creek 1999: 30. Riesenslalom
- St. Anton 2001: 8. Kombination
- St. Moritz 2003: 29. Riesenslalom
- Åre 2007: 7. Riesenslalom

### Weltcup
- 6 Platzierungen unter den besten zehn

### Weltcupwertungen
| 2000/01 | 132.                              | 8                                 | 51.                               | 8                                 | –                                 | –                                 |                                   |                                   |                                   |                                   |                                   |                                   |                                   |                                   |
| 2001/02 | 58.                               | 103                               | 29.                               | 35                                | 24.                               | 68                                |                                   |                                   |                                   |                                   |                                   |                                   |                                   |                                   |
| 2002/03 | 140.                              | 7                                 | 51.                               | 7                                 | -                                 | -                                 |                                   |                                   |                                   |                                   |                                   |                                   |                                   |                                   |
| 2003/04 | 103.                              | 26                                | 45.                               | 11                                | 49.                               | 15                                |                                   |                                   |                                   |                                   |                                   |                                   |                                   |                                   |
| 2004/05 | 64.                               | 88                                | 24.                               | 64                                | 42.                               | 24                                |                                   |                                   |                                   |                                   |                                   |                                   |                                   |                                   |
| 2005/06 | 96.                               | 36                                | 37.                               | 21                                | 54.                               | 15                                |                                   |                                   |                                   |                                   |                                   |                                   |                                   |                                   |
| 2006/07 | keine Platzierung in Punkterängen | keine Platzierung in Punkterängen | keine Platzierung in Punkterängen | keine Platzierung in Punkterängen | keine Platzierung in Punkterängen | keine Platzierung in Punkterängen | keine Platzierung in Punkterängen | keine Platzierung in Punkterängen | keine Platzierung in Punkterängen | keine Platzierung in Punkterängen | keine Platzierung in Punkterängen | keine Platzierung in Punkterängen | keine Platzierung in Punkterängen | keine Platzierung in Punkterängen |
| 2007/08 | 93.                               | 44                                | 33.                               | 44                                | -                                 | -                                 |                                   |                                   |                                   |                                   |                                   |                                   |                                   |                                   |
| 2008/09 | 81.                               | 71                                | 24.                               | 71                                | –                                 | –                                 |                                   |                                   |                                   |                                   |                                   |                                   |                                   |                                   |
| 2009/10 | 91.                               | 43                                | 26.                               | 43                                | –                                 | –                                 |                                   |                                   |                                   |                                   |                                   |                                   |                                   |                                   |
| 2010/11 | 135.                              | 14                                | 40.                               | 14                                | –                                 | –                                 |                                   |                                   |                                   |                                   |                                   |                                   |                                   |                                   |
| 2011/12 | 86.                               | 62                                | 29.                               | 62                                | –                                 | –                                 |                                   |                                   |                                   |                                   |                                   |                                   |                                   |                                   |
| 2012/13 | 120.                              | 14                                | 40.                               | 11                                | –                                 | –                                 |                                   |                                   |                                   |                                   |                                   |                                   |                                   |                                   |

### Nor-Am Cup
- Saison 2000/01: 2. Gesamtwertung, 1. Riesenslalom-Wertung, 2. Slalom-Wertung
- 17 Podestplätze, davon 5 Siege

### Junioren-Weltmeisterschaften
- Megève 1998: 17. Riesenslalom, 24. Abfahrt
- Pra Loup/La Sauze 1999: 5. Slalom, 10. Riesenslalom

### Weitere Erfolge
- 6 kanadische Meistertitel
  - Riesenslalom: 2000, 2001, 2002, 2004
  - Slalom: 2001
  - Kombination: 2001
- 14 Siege in FIS-Rennen